# Карате в Азербайджане
Карате в Азербайджане — вид спорта в Азербайджане.

## История

### Период Азербайджанской ССР
Возникновение единоборств в Азербайджане попадает на период СССР. Впервые карате и восточные виды единоборств появились одновременно с официальным признанием дзюдо в СССР как вида спорта. В 1972 году была официально открыта школа дзюдо. В 1978 году издан приказ Госкомспорта СССР об открытии школы карате.
Центральную школу карате в Москве возглавил Алексей Штурмин, ставший первым учителем карате в СССР. Взяв на себя ответственность за развитие карате, Центральная школа провела несколько всесоюзных аттестационных и тренерских семинаров. Требования к будущим тренерам предъявлялись очень жёсткие. Они уже должны были иметь спортивный разряд по виду спорта и высшее физкультурное образование, а также владеть первыми навыками избранного вида спорта.
На первом аттестационном, тренерском семинаре приняли участие и азербайджанские мастера карате — Мир-Али Сейидов, Владимир Харитонов, Сулейман Мамедов и Азад Кязымов.
В Азербайджане действовали официальные школы карате в «Динамо» — Мир-Али Сейидов; «Буревестник» — Азад Кязымов; «Спартак» — Хагани Агаев; «Водник» — Владимир Харитонов.
Председателем и государственным тренером по карате являлся Юлий Гусман.
Выступление азербайджанских каратистов на всесоюзных соревнованиях проходило в трудной и жёсткой борьбе. Из-за отсутствия инвентаря и безопасной экипировки в то время, проведения спортивных мероприятий отличалось сильным травматизмом.
На фоне команд из РСФСР, Москвы, Прибалтики, Белоруссии, где сложились определённые традиции, связанные с тем, что спортсмены этих республик часто в виду своего географического расположения принимали участие на различных семинарах и совместных сборах с представителями команд ряда европейских стран, а также команды Узбекистана, за которую выступали корейцы, азербайджанские каратисты отличались высокой технической подготовкой, применением сложных комбинаций техники рук и ног.
На третьем чемпионате СССР по карате (Волгоград, 1983) Азиз Исаханов дошёл до финала, где уступил В. Паку (РСФСР), и занял второе место. За применение кругового удара ногой усиро-маваси (сложное техническое действие ногой, за которое дают высокую оценку) и явную победу над соперниками ему был вручён приз за «лучшую технику».
Октай Мамедов, Мехти Гасанов, Азиз Исаханов, Ульви Кулиев, Яшар Баширов, Физули Мусаев, Мир-Джаббар Сейидов, Идаят Шабанов, Ахмед Гатамов, Ягуб Аллахвердиев, Эльчин Ибрагимов являются первыми каратистами, заложившими прочный фундамент развития спортивного карате в республике.
В 1984 году Спорткомитет СССР издаёт указ № 404 «О запрещении обучения карате в спортивных обществах». Официальной причиной являлось несоответствие моральным принципам и гармоничному развитию личности советского человека.
Вопрос о запрещении карате решался не в Госкомспорте, а на более высоком уровне. К концу 1980-х годов популярность карате в мире была настолько велика, что руководители спорта СССР были  вынуждены снова дать разрешение на проведение первенств и Кубков СССР.
Запрет никогда не даёт положительных результатов. И случай в карате не стал исключением. В период запрета карате развивалось неофициально. Несмотря на долгий период запрета, почти 7 лет, истинные любители карате не прекращали тренировки. Был создан Союз Организаций Каратэ СССР, советские каратисты впервые приняли участие во всех соревнованиях, проводимых ВУКО и ЕКУ. Большой толчок развитию дали созданные общественные организации, такие как ФБИ, СОВЕ, Федерация сётокана, кёкусинкай, сёрин-рю.
В период запрета азербайджанские спортсмены могли выступать на соревнованиях только по линии МВД и ЦС «Динамо». Именно в этот период в  Азербайджанской ССР появляются первый мастер спорта Азиз Исаханов, мастер спорта Идаят Шабанов, чемпион ЦС «Динамо» Физули Мусаев и многие другие спортсмены.
Отдельная страница развитию карате в республике принадлежит «Центру Рукопашного боя и самозащите без оружия» при физкультурно-спортивном обществе «Динамо» и его создателям — Алекбер Аскеров и Мир-Али Сейидов. Центр был создан в 1984 году. Его основной целью являлась подготовка сотрудников органов внутренних дел для несения службы и обеспечения правопорядка. Спортивный зал располагался в центральном здании ФСО «Динамо» и был оборудован всем необходимым для занятий рукопашным боем (карате) и боевым направлением самбо.
В виду введения запрета на занятие карате в спортивных секциях и для эффективной работы центра по подготовке кадров, все лучшие каратисты республики были приглашены в этот центр. Таким образом, удалось сохранить накопленный годами опыт и проводить дальнейшую работу с подрастающим поколением.
До запрета карате было проведено три чемпионата. Четвёртый чемпионат СССР, прошедший в 1991 году в Ростове-на-Дону, был задуман как праздник возрождения карате, стартовая площадка, с которой начнёт отсчёт времени новый этап развития советского карате. На четвёртом чемпионате СССР сборную Азербайджана представляла команда из числа победителей чемпионата республики. В её составе были Мехти Гасанов (60 кг), Ровшан Джавадов (65 кг), Мир-Джаббар Сейидов (70 кг), Ахмед Гатамов (75 кг), Ульви Кулиев (80 кг).

Первым и единственным чемпионом СССР из Азербайджана стал Мехти Гасанов в весовой категории 60 кг.  

Логотип НФКА

### Современный период
С 1994 года действует Федерация карате Азербайджана. С 1996 года Федерация является членом Европейской федерации карате, с 1997 года — полноправным членом Всемирной федерации карате.
Азербайджан является членом Всемирной федерации сётокан и Европейской федерации сётокан.
20 марта 2008 года Президент Азербайджана Ильхам Алиев принял в Президентском дворце в Баку президента Всемирной Федерации Карате Антонио Эспиноса, который вручил главе Азербайджана почетный диплом о присвоении ему Всемирной Федерацией Карате 9 дана за высокие заслуги в развитии спорта в Азербайджане.
В сентябре 2012 года в Баку состоялся международный турнир по карате «Baku Open», в котором приняли участие около 200 каратистов из 10 стран мира.
13 декабря 2024 года Хитоши Касуя, мастер карате, обладатель 9 чёрных поясов посетит с визитом Азербайджан и примет участие в 32 общереспубликанском семинаре по карате.

## Достижения
Развитие карате в Азербайджане практически дублировало мировое развитие карате. В республике стали развиваться различные стилевые направления, такие как сётокан, сито-рю, кёкусинкай, сёрин-рю, шориндзирю кэнкокан.

### Чемпионаты мира среди кадетов и юниоров

#### 1999 год
1-й Чемпионат Мира среди кадетов и юниоров проходил 29-30 октября в Болгарии (г. София). Азербайджанские спортсмены дебютировали в составе 12 человек.

#### 2001 год
2-й Чемпионат Мира среди кадетов и юниоров проходил 10-14 октября в Греции (Афинах). Отличалась молодёжная сборная в составе: Агасиев Джейхун, Исмаилов Шахин, Рафаэль Агаев, Рагимов Вусал, Гусейнов Рашад и Гадимов Рамиль— впервые завоевавшие на чемпионате мира в командном кумитэ бронзовую медаль. Победив хозяев турнира сборную Греции, в решающей схватке за 3-е место с итальянской командой, благодаря Агасиеву Джейхуну победившему со счётом 2:1 в последней встрече, наша команда впервые завоевала медаль на чемпионате мира. Результат: В командном кумитэ 3 место.

#### 2003 год
3-й Чемпионат Мира среди кадетов и юниоров проходил 24-26 октября во Франции (Марсель). На этом чемпионате Мира отличились неоднократные Чемпионы Европы и бронзовые призёры прошлого чемпионата мира Рафаэль Агаев (-65 кг) и Джейхун Агасиев (-70 кг), но этот раз, повторив свой результат в личном первенстве. Результат: В личном кумитэ 2 бронзы.

#### 2005 год
4-й Чемпионат Мира среди кадетов и юниоров проходил 11-13 ноября на Кипре (Лимасол), где приняли участие свыше 800 спортсменов из 75 стран. В командном первенстве по кумитэ азербайджанские каратисты стали 2-й раз бронзовыми призёрами. Впервые каратисты Азербайджана по WKF вышли в финал и завоевали серебряные медали. Это были Гулиев Исмаил (55 кг) и Ширинов Исрафил (70 кг). Результат: В личном кумитэ 2 серебра. В командном кумитэ бронзовые медали.

#### 2024
Ниджат Керимли стал чемпионом мира по карате в весовой категории 75 кг. на 14-м молодёжном чемпионате мира по шотокан карате-до, проходившем в Албене (Болгария).

### Чемпионаты Европы среди кадетов и юниоров

#### 2000 год
11-13 февраля в словенском городе Сельдже проходило 27-е Первенстве Европы среди кадетов и юниоров по версии WKF. На соревновании Азербайджан представляли шестеро каратистов — кадеты Мусаев Хаял (60 кг), Султанов Орхан (70 кг), Мамедов Эмиль (75 кг) и юниоры Джафаров Юсиф (60 кг), Баширов Новруз (65 кг и ката), Багиров Сейран (70 кг). В чемпионате приняли участие 480 спортсменов, представляющих 36 стран. По количеству участников это первенство можно считать рекордным. Тем престижнее и приятнее для Азербайджана серебро, завоеванное Юсифом Джафаровым, которые после четырёх побед подряд, проиграл лишь финальную встречу, да и то с минимальным счётом французу Тьерси. Результат: В личном кумитэ 1 серебро.

#### 2001 год
В кипрском городе Никосии 9-11 февраля завершилось 28-е по счету Первенство Европы среди кадетов и юниоров по версии WKF. Азербайджанский каратист Вусал Рагимов в юниорских соревнованиях в весовой категории до 75 кг завоевал серебряную награду. Это уже вторая медаль в истории азербайджанского карате, завоеванная в подобных соревнованиях. В Никосии собрались команды из 36 стран Европы, в том числе пять, представляющие СНГ. Кроме сборной Азербайджана это были каратисты России, Украины, Эстонии и Беларуси. Результат: В личном кумитэ 1 серебро.

#### 2002 год
Великолепно выступили юные азербайджанские каратисты 15-17 февраля в немецком городе Кобленц на 29-м Первенстве Европы среди кадетов и юниоров по версии WKF. Рафаэль Агаев (60 кг) и Джейхун Агасиев (65 кг) впервые завоевали золотые медали среди кадетов, а Рашад Гусейнов (65 кг) удостоился «бронзы» среди юниоров. Благодаря этим наградам азербайджанская команда в неофициальном командном зачёте заняла четвёртое место, пропустив вперёд лишь Испанию, Францию и Германию.
Рафаэль Агаев и Джейхун Агасиев фактически добыли «золото» в четвертьфинальных поединках и в полуфиналах, обыграв заведомых фаворитов первенства — испанцев и французов. В финале же Джейхун буквально уничтожил боснийца со счётом 9:1, а Рафаэль не без труда переиграл бельгийца — 2:1. Проиграв во второй встрече турку в утешительной схватке Рашад Гусейнов одержал затем 3 победы и удостоился бронзовой награды. Особенно впечатляющим был его бой с российским каратистом, завершившийся победой азербайджанского кадета со счётом 9:0. Результат: В личном кумитэ 2 золота и 1 бронза.

#### 2003 год
Суперрезультат показали азербайджанские каратисты в польском городе Вроцлаве 14-16 февраля на 30-м Первенстве Европы среди кадетов и юниоров по версии WKF. Пярвиз Абдулкеримов (60 кг), Рафаэль Агаев (65 кг) и юниор Джейхун Агасиев (-65 кг) завоевали золотые медали, а Вусал Рагимов (75 кг) занял 3-е место. Эти награды вывели азербайджанскую сборную второй год подряд на 4-е место в общекомандном зачёте. Если бы засчитывались результаты первенства Европы только по кумитэ, то Азербайджан занял бы 1-е место. Президент WKF Антонио Эспиноса второй раз послал благодарственное письмо президенту Национального Олимпийского Комитета господину Ильхаму Алиеву. Результат: В личном кумитэ 3 золота, 1 бронза.

#### 2005 год
Две золотые медали завоевали азербайджанские каратисты в греческом городе Салоники на 32-м Первенстве Европы Всемирной федерации карате (WKF) среди кадетов и юниоров. Рустам Мадатов (60 кг) и Рафаэль Агаев (65 кг) завоевали золотые медали, а Джейхун Агасиев (70 кг) занял третье место. Результат: В личном кумитэ 2 золота, 1 бронза плюс 1 бронза в командном кумитэ.

#### 2009 год
Три бронзовые медали завоевали азербайджанские каратисты на первенстве Европы среди кадетов и юниоров, который прошёл в феврале 2009 года во Франции. Турал Балчанлы (14-15 лет) стал третьим в ката, Саид Гулиев (14-15 лет, 63 кг) и Магомед Гулиев (18-20 лет, 68 кг) также стали бронзовыми призёрами.

#### 2012 год
10-12 февраля 2012 года, в Баку, в Спортивно-концертном комплексе имени Гейдара Алиева прошёл чемпионат Европы по каратэ среди кадетов и юниоров, в котором приняли участие более 700 спортсменов из 40 стран мира. По итогам турнира золотые медали завоевали азербайджанские каратисты Айхан Мамаев (78 кг) и Асиман Гурбанлы (+78 кг), а Илаха Гасымова взяла бронзу.

#### 2024 год
На чемпионате Европы среди кадетов, юниоров и U-21 2024 года в Грузии каратисты Азербайджана завоевали 8 медалей. Золотые медали завоевали Фарид Гаджизаде (55 кг) и Аслан Достуев (61 кг). Серебряные медали завоевали Джахангир Гаибов (70 кг) и Осман Османлы (+84 кг). Бронзовые медали выиграли Вюсал Гамбаров (52 кг), Ряван Аббасов (57 кг), Аладдин Меликов (63 кг) и Гусейн Мамедли (67 кг). Сборная Азербайджана в командном зачете заняла 7 место среди 49 стран.

### Кубок мира среди кадетов и юниоров

#### 2010 год
С 27 июня по 4 июля 2010 года на острове Корфу (Греция) прошёл Кубок мира по каратэ среди юниоров и кадетов, в котором сборная Азербайджана завоевала четыре медали 1 золотую — Илаха Гасымова (59 кг, юниоры), 1 серебряную — Сура Фараджли (53 кг, юниоры) и 2 бронзовые медали — Турал Балджанлы (ката, юниоры) и Турал Камилли (70 кг, кадеты).

### Чемпионаты мира по версии WKF

#### 2000 год
12-15 октября в немецком городе Мюнхене завершился 15-й Чемпионат Мира по WKF, где впервые приняла участие и сборная Азербайджана, в состав которой входили Юсиф Джафаров, Сеймур Гусейнов, Сейран Багиров, Эльнур Ибрагимов, Талех Бабаев, Вугар Меджидов и Эльмира Алекперова. Лучше всех на немецком татами выступили Вугар Меджидов, Талех Бабаев и Сеймур Гусейнов, прошедшие первые два раунда. О накале борьбы можно было судить по тому, что из бывших союзных республик, даже Россия, не смогла завоевать ни одной медали. Первое место в неофициальном зачете взяла Франция, которая на две золотые медали опередила Японию (соответственно 6 и 4).

#### 2002 год
21-24 ноября в столице Испании Мадриде завершился 16-й Чемпионат Мира по версии WKF, где честь азербайджаеской школы карате отстаивали шестеро — Юсиф Джафаров, Гурбан Тагиев, Сеймур Гусейнов, Сейран Багиров, Талех Бабаев, Вугар Меджидов и Баширова Саида по ката. Учитывая тот факт, что это был второй Чемпионат Мира для азербайджанскиех каратистов, и то, что в этом году азербайджанская сборная пропустила чемпионат Европы, то седьмое место в командных соревнованиях является для вышеупомянутых спортсменов очень

#### 2010 год
В конце октября 2010 года в столице Сербии Белграде состоялся чемпионат мира по версии WKF. Сборная Азербайджана в командном кумитэ завоевала серебряные медали, проиграв в финале команде хозяев. В общей сложности азербайджанские каратисты завоевали весь комплект наград: золото взял Рафаэль Агаев (75 кг), серебро досталась команде, а бронзу завоевал Шахин Атамов (свыше 84 кг).

#### 2012 год
В ноябре 2012 года в столице Франции Париже завершился чемпионат мира по каратэ по версии WKF. Рафаэль Агаев (75 кг) и Шахин Атамов (+84 кг) завоевали серебро, а Айхан Мамаев (84 кг) бронзовую медаль. В командном кумитэ сборная Азербайджана дошла 1/4 финала.

#### 2023 год
На чемпионате мира по карате, прошедшем в Будапеште (Венгрия) с 24 по 29 октября 2023 года, Ирина Зарецкая завоевала золотую медаль.

### Чемпионаты Европы по версии WKF

#### 1998 год
8-10 мая в Белграде завершился 33-й Чемпионат Европы по версии WKF, где своё мастерство продемонстрировали каратисты из 42 стран, в том числе 9 Азербайджанских бойцов. Для азербайджанских каратистов это был дебют. Впервые в подобных соревнованиях дебютировала единственная женщина — каратистка сборной Азербайджана — Эльмира Алекперова. Среди мужчин не плохо выступили Анар Аллахвердиев и Сеймур Гусейнов, хотя медали они и не завоевали.

#### 1999 год
На греческом острове Ева 21-23 мая завершился 34-й Чемпионат Европы по версии WKF, где участвовали каратисты из 38 стран. Великолепно выступил в весовой категории 65 кг Сеймур Гусейнов, завоевавший бронзовую медаль. Имея одну «бронзу», Азербайджан разделил 12-18-е места. А первые три места заняли команды Франции, Испании и Италии. Кроме Сеймура, Фариза и Эльмиры, в Грецию поехали Юсиф Джафаров (-60 кг), Сейран Багиров (-70 кг) и Рахман Гатамов (-80 кг). По ката единственным участником был самый молодой член сборной (-18 лет) Новруз Баширов.

#### 2000 год
5-7 мая в Турции (Стамбуле) завершился 35-й Чемпионат Европы по версии WKF. Очень близок был к победе Юсиф Джафаров, который только по вине судей проиграл в полуфинале и не попал в финал.

#### 2001 год
11-13 мая в Болгарии (София) завершился 36-й по счету Чемпионат Европы по версии WKF, где принимала участие и национальная сборная Азербайджана. На чемпионате участвовали 36 стран континента. Победу же одержали каратисты Франции, опередившие сборные Испании и Италии. В командном кумитэ азербайджанским каратистам не повезло с жеребьевкой: в первой же встрече «попали» на боснийцев, некогда призёров чемпионата Европы. Азербайджанские ребята смогли собраться и победили 3:1. Затем Азербайджанская команда одолела немецкую сборную — 2:1, и вышла на чемпионов мира и Европы — французов. В острой борьбе победа оказалась на стороне соперника. В утешительной встрече азербайджанская команда, схватившись с эстонцами, немного расслабилась и несмотря на то, что вела в счёте — 1,5:0,5, упустила победу — 2:2. по разнице очков победа и путевка на следующий этап была присуждена прибалтийцам. В итоге, азербайджанская команда разделила 5-6 места с голландцами. А в финале Франция обыграла Испанию.

#### 2003 год
9-11 мая в Германии (Бремен) завершился 38-й Чемпионат Европы по версии WKF, где в связи с финансовыми трудностями участвовало только два спортсмена Рафаэль Агаев и Гурбан Тагиев.

#### 2004 год
Рафаэль Агаев стал первым азербайджанским каратистом, завоевавшим звание чемпиона Европы среди взрослых по карате по версии WKF. На 39-м по счету чемпионате Европы в Российской столице г. Москве одно «золото» из разыгрываемых оказалось азербайджанским. Чемпионом Европы стал вчерашний юниор Рафаэль Агаев, который в последние два года был двукратным победителем европейского и бронзовым призёром мирового первенства среди юниоров. В течение нескольких минут один из лучших каратистов планеты, трёхкратный чемпион мира и девятикратный чемпион Европы Александр Бьямонти стоял неподвижно; в его глазах была растерянность. За всю свою многолетнюю карьеру, ставшему ещё при жизни легендой карате, французу не доводилось проигрывать таким вот образом: неизвестному спортсмену из малоизвестной страны. Видимо, Александр искал объяснение случившемуся. А новоиспечённый чемпион Европы, 19-летний Рафаэль Агаев, принимал в это время поздравления.
Но не только француз и представители его команды, являющиеся лидером европейского карате, но и многие другие зарубежные специалисты в эти минуты старались припомнить другого атлета в таком юном возрасте столь стремительно ворвавшегося в мировую элиту этого вида единоборств. Среди звезд мирового карате, пожалуй, только двукратный ныне чемпион мира Халдун Алагаш из Турции может похвастаться таким триумфальным началом взрослой карьеры. Он завоевал свой первый чемпионский титул в 18(!) лет, став Чемпионом мира в 1990 году в Мексике. Счастливо улыбавшемуся после победы над Бьямонти Рафаэлю Агаеву было 19 лет. За какой-то час он провёл четыре боя с каратистами из Эстонии (8:0), Турции (3:1). В финале Бьямонти проиграл — 0:3. Единственной спортсменкой в сборной Азербайджана была Саида Баширова, которая участвовала в первенстве по ката.

#### 2005 год
Суперрезультат показали азербайджанские каратисты на очередном 40-м чемпионате Европы, завершившемся в испанском городе Тенерифе. Европейские специалисты были ошеломлены молодыми азербайджанскими парнями, завоевавшими две золотые и две бронзовые медали. Такого результата никто не прогнозировал. Перед поездкой в Тенерифе президент национальной федерации WKF Яшар Баширов говорил о шансах ребят на три медали. Учитывая то, что в прошлом году на аналогичных соревнованиях золотую награду завоевал лишь Рафаэль Агаев, шансы на реализацию этого прогноза были 50 на 50. Но когда в первый же день Джейхун Агасиев завоевал золотую медаль в весе 70 кг, стало ясно, что грядет большой успех. Успех Джейхуна не был случайным: месяц назад он выиграл золотую медаль (единственную среди азербайджанскиех каратистов) на Исламиаде. И на испанском татами одному из лучших молодых бойцов Азербайджана не было равных. В финале француз РюБел Лашен очень старался, но все же признал своё поражение.
Вслед за этим бронзовую медаль в весе 60 кг завоевал Юсиф Джафаров. В течение последних 6-7 лет он завоевал немало наград различного достоинства на стилевых направлениях, но вот в соревнованиях WKF Джафарову не везло. Отрадно, что испанское татами стало для него счастливым. Результат своего товарища по команде, но уже в весе 65 кг, повторил и Рашад Гусейнов.
Рафаэль Агаев как всегда не остался без награды. К общему удивлению специалистов, 20-летний азербайджанский боец сказал своё слово в открытой весовой категории. В категории, где выступали каратисты весом 80 кг и свыше, Рафаэль Агаев показал исключительную волю к победе и завоевал золотую медаль. В решающем бою он одолел местного спортсмена И. Леал Реглеро.
В итоге за счёт четырёх наград сборная Азербайджана, впервые в истории, поднялась на четвёртое место в общекомандном зачете среди 40 стран. Впереди расположились команды Испании (4 золотые, 2 серебряные и 5 бронзовых медалей), Голландия (3-1-0) и Италия (2-2-4). Пятое место досталось признанным фаворитам чемпионата — французам (1-3-6).
Результат: В личном кумитэ 2 золота, 2 бронзы.

#### 2007 год
На 42-м чемпионате Европы, который проходил в столице Словакии Братиславе, сборная Азербайджана завоевала 2 золотые медали, заняв 4-е общекомандное место среди 42 стран мира. Обе медали оказались на счету Рафаэля Агаева, победившего в соревнованиях в весе до 70 кг и абсолютной категории.

#### 2009 год
В мае 2009 года в Загребе (Хорватия) прошёл очередной чемпионат Европы по каратэ версии WKF. Азербайджан в командном кумитэ завоевал «бронзу», одолев испанцев со счетом 3:1.

#### 2010 год
Сборная Азербайджана заняла третье место в командном кумитэ чемпионата Европы в стиле WKF, прошедшем с 7 по 10 мая 2010 года в Греции. В полуфинале азербайджанские каратисты уступили испанцам, которые с свою очередь уступили в решающей встрече Турции. На континентальном первенстве азербайджанский каратист Рафаэль Агаев (75 кг) стал семикратным победителем чемпионата Европы.

#### 2023 год
На чемпионате Европы по карате 2023 года Ирина Зарецкая, Фарида Алиева завоевали серебряные, Турал Агаларзаде, Фарид Агаев — бронзовые медали.

#### 2024 год
На чемпионате Европы по карате 2024, прошедшем с 8 по 12 мая 2024 года в Задаре (Хорватия) сборная Азербайджана по карате в составе Ровшана Алиева, Исмаила Гулиева, Гасанали Гасанова, Романа Гейдарова завоевала бронзовые медали в командном ката. Гусейн Мамедли завоевал бронзовую медаль в кумите.

### Другие турниры

#### Исламиада
На I Играх солидарности исламских стран куда азербайджанская команда поехала во главе с Яшар Башировым (президент национальной федерации), Ульви Гулиевым (президент AKFA), а также Идаят Шабановым (старший тренер), Сахиб Рзаев (рефери), Бахтияр Гасанов (тренер по КАТА) азербайджанские каратисты завоевали четыре медали. Звание чемпиона в весе 75 кг завоевал Джейхун Агасиев — один из представителей молодого поколения, сумевшего продемонстрировать мастерство на юниорских и молодёжных первенствах Европы по версии WKF. Он является 3-кратным Чемпионом Европы и 2-кратным бронзовым призёром чемпионата мира. И вот Джейхун сумел показать себя на аравийском ковре, где, обыграв в финале иранского каратиста, занял первое место. Серебряные медали в весе 70 кг завоевал Рашад Гусейнов, проигравший в решающей схватке египтянину Мохаммеду Ибрахим Салем Осман Алшибми, а весе до 60 кг Юсиф Джафаров. Третье место занял Рафаэль Агаев (65 кг).

#### Чемпионат Европы по кёкусин-кан каратэ
Айгюн Асадли завоевала золотую медаль на открытом чемпионате Европы по кёкусин-кан каратэ, прошедшем с 7 по 8 сентября 2024 года в Клуж-Напока (Румыния).

#### «Кубок столиц мира»

##### 2009 год
В октябре 2009 года сборная столицы Азербайджана по каратэ завоевала «Кубок столиц мира», организаторами которого выступили мэрия города Москвы совместно с Московской Федерацией Каратэ. В составе сборной под руководством президента национальной Федерации Яшара Баширова вошли 7 каратистов. В основных командных соревнованиях выступили Рафаэль Агаев, Магомед Кулиев, Санан Алиев, Ниязи Алиев, Вюсал Мадатов и Амал Атаев. Среди ветеранов Азербайджан был представлен Октаем Мамедовым. Главным тренером сборной был Рахман Гатамов. По пути в финал азербайджанская сборная одолела сборные России (2:1), Белоруссии (3:2), Казахстана (3:0), Испании (3:0), Грузии (3:0). В финале было повержена сборная Москвы (3:1).

##### 2010 год
В ноябре 2010 года сборная Баку по каратэ заняла третье место в командном кумитэ на «Кубке столиц мира», вновь проходящем в столице России Москве.

##### 2012
В проходившем с 3 по 5 ноября 2012 года турнире сборная Азербайджана в командном кумитэ вновь заняла первое место, победив в финале сборную Испании.

#### «Базель Опен»
В октябре 2012 года в Швейцарии прошёл международный турнир по каратэ «Базель Опен». В командном кумитэ сборная Азербайджана стала победителем турнира, завоевав золотые медали.

#### Чемпионат Евроазии
5-6 июня 2010 года в Турции прошёл II открытый чемпионат Евроазии по каратэ, по итогам которого сборная Азербайджана стала победителем турнира, опередив сборные Германии и Турции, занявших второе и третье место соответственно. В личном зачете азербайджанские каратисты завоевали 1 золотую — Афиг Мустафаев (85 кг), 2 серебряные — Рамиль Билалов (85 кг) и Аллахверди Заманов (свыше 90 кг) 1 бронзовые медали — Рамиль Багиров.

#### «Tyumen region cup»
В декабре 2009 года в Тюмени (Россия) завершился турнир по каратэ «Tyumen region cup 2009». В абсолютном весе золотую медаль завоевал азербайджанский каратист Рафаэль Агаев, выигравший в финале у грека Георгиоса Цаноса.

#### Игры стран БРИКС
14 июня 2024 года на играх БРИКС 2024, прошедших в Казани (Россия) Мадина Садыгова завоевала золотую медаль.

#### Иные турниры

##### 2024
В июне 2024 года Рахиб Азим завоевал золотую, Айсу Алиева — бронзовую медали на турнире «Karate 1 – Youth League» (Пореч, Хорватия).
В июле 2024 года мужская команда по карате завоевала серебряные, женская команда — бронзовые медали  на V Европейской Универсиаде, прошедшей в Мишкольце (Венгрия).
20 октября 2024 года Асиман Гурбанлы завоевал золотую медаль на турнире «Belarus Open-2024» в Минске (Белоруссия).

##### 2025
С 10 по 12 января 2025 года каратисты Азербайджана примут участие в турнире Серии А в Тбилиси (Грузия). Азербайджан представят 25 каратистов. Всего в соревновании примут участие 1 100 спортсменов из 87 стран.
16 марта 2025 года Нуран Рзазаде и Фарид Агаев завоевали бронзовые медали на турнире «Karate1 Premier League» (Ханчжоу, Китай).

## Чемпионат Азербайджана по карате

### 2022
В январе 2022 года прошёл 29 чемпионат Азербайджана по карате. В чемпионате приняли участие 94 спортсмена. Чемпионами Азербайджана по карате 2022 года стали Аминага Гулиев (60 кг), Турал Агаларзаде (67 кг), Турал Алекберли (75 кг), Айхан Мамаев (84 кг), Али Джафаров (+84 кг), Роман Гейдаров (ката), Фидан Теймурова (50 кг), Медина Садигова (55 кг), Рената Арабли (61 кг), Зохра Алвердиева (68 кг), Фарида Алиева (+ 68 кг), Зохра Гурбанзаде (ката)..

### 2024
32-й чемпионат по карате пройдёт с 28 ноября по 1 декабря 2024 года. Также одновременно пройдёт 32-й чемпионат Азербайджана по паракарате и 29-й чемпионат среди детей, юниоров и молодежи.

## Паракарате

### 2024
На чемпионате Европы по паракарате 2024, прошедшем в Задаре (Хорватия) с 8 по 12 мая, Эльдар Ахмедов завоевал золотую, Видади Халыгов, Эмилия Митлинова, Нихат Мамедзаде — серебряные медали.

## Сборная Азербайджана

### Молодёжная сборная
Главные тренеры:
- Анар Аллахвердиев[34]

## Федерации карате
Действуют Федерация карате Азербайджана, Национальная федерация карате Азербайджана, Федерация косики карате-до, Федерация традиционного карате.
Также действует Ассоциация федераций карате-до Азербайджана.

### Федерация карате Азербайджана
Президентом является Ульви Гулиев.

### Национальная федерация карате
Национальная федерация карате Азербайджана образована в 1994 году. Она координирует развитие этого вида спорта.
Президентом является Яшар Баширов, вице-президентом — Зюльфугар Казымов.

### Федерация косики карате-до
Президенты:
- Талиб Берзигияров (? 27 июля 2021)[48][49]
- Рафаэль Буниятов (с 14 января 2022)[49]

### Федерация традиционного карате
Полное название — Федерация традиционного карате «Союз KWU-WFKF Азербайджана»
Президенты:
- Рамин Асадов (с 9 апреля 2024)[50][51]